# بيلي ماك إيوان
بيلي ماك إيوان (بالإنجليزية: Billy McEwan)‏ (20 يونيو 1951 في المملكة المتحدة - فبراير 2022) هو مدرب كرة قدم ولاعب كرة قدم بريطاني في مركز الوسط. لعب مع برايتون أند هوف ألبيون ونادي بلاكبول ونادي بيتربورو يونايتد ونادي تشيسترفيلد ونادي روذرهام يونايتد ونادي هيبرنيان ونادي مانسفيلد تاون.

## وصلات خارجية
- بيلي ماك إيوان على موقع قاعدة بيانات كرة القدم.إي يو (الإنجليزية)
- بيلي ماك إيوان على موقع Soccerbase.com (مدرب) (الإنجليزية)